# آندری تارکوفسکی
آندری آرسن‌یویچ تارکوفسکی (به روسی: Андрей Арсеньевич Тарковский) (زادهٔ ۴ آوریل ۱۹۳۲ – درگذشتهٔ ۲۹ دسامبر ۱۹۸۶) کارگردان، عکاس، نویسنده، تدوین‌گر و نظریه‌پرداز، اتحاد جماهیر شوروی سوسیالیستی بود. وی پنج فیلم اول خود را در شوروی ساخت. دو فیلم آخر او به ترتیب در ایتالیا و سوئد فیلمبرداری شدند. از ویژگی‌های فیلم‌های او می‌توان به معنوی بودن، با زمینه‌ای متافیزیکی به همراه برداشت‌های بلند، نامتعارف بودن در ساختار دراماتیک و کاربرد هنرمندانه از تکنیک فیلمبرداری اشاره کرد. پس از مرگ آندری، سه سال بعد، پدر او آرسنی تارکوفسکی هم چشم از جهان فروبست.

## زندگی و حرفه
پدرش شاعر برجسته آرسنی تارکوفسکی و مادرش ماریا ایوانووا ویشنیاکووا بود. پیش از نام‌نویسی در مدرسه فیلم در دو رشته موسیقی و عربی تحصیل می‌کرد. او زیر نظر میخائیل رم در مؤسسه سینمایی گراسیموف (VGIK)، تحصیل کرد. در هنگام تحصیل دو فیلم کوتاه ساخت: ۱ - امروز مرخصی در کار نیست (۱۹۵۹) و ۲ - غلتک و ویولن (۱۹۶۰) که فیلم پایان‌نامه‌اش بود و در جشنواره نیویورک برنده جایزه‌ای شد.
تارکوفسکی در سال۱۹۶۰ دانش‌آموخته شد و به استخدام مُس‌فیلم درآمد. دید تلخ شاعرانه ذهنیت بی نظیرش در نخستین فیلم بلندش، کودکی ایوان (۱۹۶۲) متجلی است. ایوان، با بازی کولیا بورلیائوف، پسربچه یتیمی است که در در جنگ جهانی دوم در عملیات چریکی شرکت می‌کند.
کودکی ایوان در جشنواره‌های بین‌المللی پانزده جایزه برد، از جمله شیر طلای جشنواره ونیز و جایزهٔ بزرگ جشنواره سان فرانسیسکو.
فیلم بعدی او آندری روبلوف، دربارهٔ راهبی در سده‌های میانه بود که به بزرگ‌ترین شمایل‌نگار تمام دوران‌ها بدل شد. فیلم که در سال ۱۹۶۶ تکمیل شد و درجشنوارهٔ کن به نمایش درآمد، تا سال ۱۹۷۱ درروسیه اکران نشد، و تا آن موقع شهرت زیرزمینی فراوانی به دست آورده بود.
فیلمنامه تارکوفسکی برای سولاریس (۱۹۷۱) براساس رمانی علمی خیالی از نویسندهٔ لهستانی «استانیسلاو لم» نوشته شده بود _ رمانی که به جای فناوری بر روان‌شناسی متمرکز است. خود تارکوفسکی توضیح داده که: «نکتهٔ ماجرا ارزش هر کدام از رفتارها و اهمیت هر کدام از اعمال ماست، حتی پیش پا افتاده‌ترین‌شان. هیچ عملی را نمی‌شود عوض کرد… غیرقابل برگشت بودن تجربه انسانی چیزی است که به زندگی و اعمال ما معنا و تشخص می‌بخشد».
می‌شود ادعا کرد که مضمون آینه (۱۹۷۵) نیز همین است. این فیلم جنجالی به عنوان یک اتوبیوگرافی، خود تارکوفسکی را در سنین مختلف تا زمان حال نشان می‌دهد، ولی بیشتر بر نوجوانی‌اش در پره دلکینو یعنی دوران وحشت استالینی متمرکز است.
تارکوفسکی با ساخت استاکر (۱۹۷۹) باز به دنیای داستان‌های علمی خیالی با شالوده‌ای از جامعه‌شناسی و روان‌شناسی روی آورد، که اقتباس آزادی از رمانی از آرکادی و بورس استروگاتسکی متعلق به سال ۱۹۷۳ بود.
نخستین فیلمی که تارکوفسکی به کلی خارج از اتحاد شوروی ساخت نوستالژیا(۱۹۸۳) بود. فیلمی که آن را در حوالی حمام‌های آب گرم وینونی در تپه‌های توسکانی فیلمبرداری کردند، دربارهٔ تبعید مردی روس است که به ایتالیا می‌رود تا دربارهٔ زندگی یک آهنگساز روسی در سده هفدهم تحقیق کند.
تارکوفسکی آخرین فیلمش ایثار را در سال ۱۹۸۶ در جزیره گوتلند به مدیریت سون نیک ویست فیلمبرداری کرد. ایثار به جشنواره کن رفت و جایزه ویژه هیئت ناقدان جشنواره را از آن خود کرد. بسیاری از منتقدان تارکوفسکی را پس از سرگئی آیزنشتاین مطرح‌ترین سینماگر سینمای شوروی می‌شمرند و او را فیلمسازی نخبه‌گرا می‌دانند. تارکوفسکی در طول سال‌های کارگردانی خود ۱۲ فیلم کوتاه و بلند ساخت. او ۲۹ دسامبر ۱۹۸۶ درگذشت و در پاریس به خاک سپرده شد.

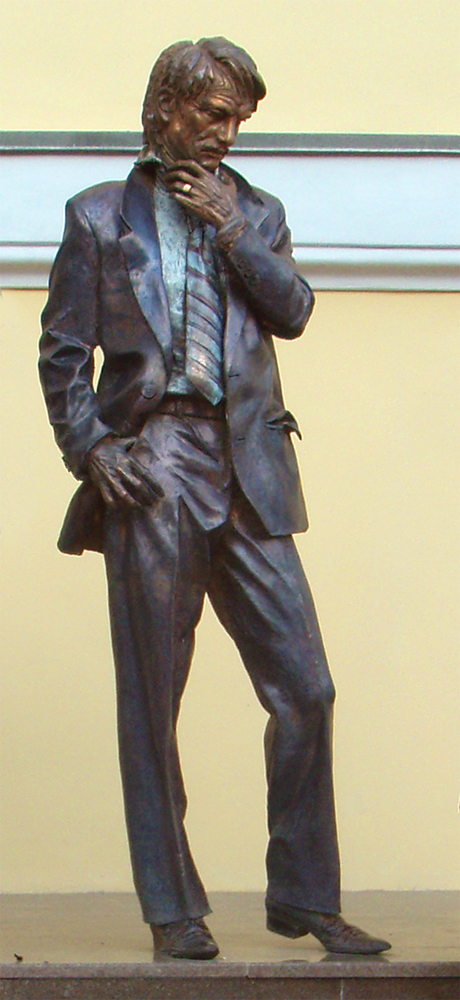
مجسمه تارکوفسکی در ورودی مؤسسه سینمای گراسیموف

## آثار
تارکوفسکی بیشتر به عنوان یک کارگردان شناخته شده‌است. او در مدت کار خود هفت فیلم سینمایی بلند و همچنین سه فیلم کوتاه در زمان حضورش در VGIK ساخته‌است. هفت فیلم بلند او عبارت اند از:
- کودکی ایوان (۱۹۶۲)
- آندری روبلف (۱۹۶۶)
- سولاریس (۱۹۷۲)
- آینه (۱۹۷۵)
- استاکر (۱۹۷۹)
- نوستالژیا (۱۹۸۳)
- ایثار (۱۹۸۶)

## فیلم‌هایی دربارهٔ تارکوفسکی
- مرثیهٔ مسکو (۱۹۸۷)
- یک روز در زندگی آندری آرسنویچ (۲۰۰۰)
- آندری تارکوفسکی: یک نیایش سینمایی (۲۰۱۹)